# District d'Aksy
Le district d'Aksy (en kirghize (langue) : Аксы району) est un raion de la province de Jalal-Abad dans l'ouest du Kirghizistan. Son chef-lieu est le village de Kerben. Sa superficie est de 4 578 km2, et 113 010 personnes y résidaient en 2009.

## Histoire
Le district a été créé le 29 octobre 1935 sous le nom de district de Jangy-Jol. En 1962, le district voisin d'Ala-Buka fusionne avec celui de Jangy-Jol, mais sept ans plus tard le district d'Ala-Buka est recréé, et certaines des communautés rurales lui sont à nouveau rattachées. Le 6 mars 1992, le district de Jangy-Jol district d'Aksy.

## Personnalités notables
L'homme d'état Nuzup Mingbashy (Yusuf Mingbashi) du Khanat de Kokand, les poètes Jengijok, Temirkul Umetaliev, l'écrivain Tologon Kasymbekov sont nés dans le district.
Plus récemment on peut citer les hommes politiques Topchubek Turgunaliev et Azimbek Beknazarov, l'historien Tashmanbet Kenensariev, le journaliste Uran Toktonazarovich Botobekov.

## Communautés rurales et villages
Le district d'Aksy est constitué :
- de la ville de Kerben

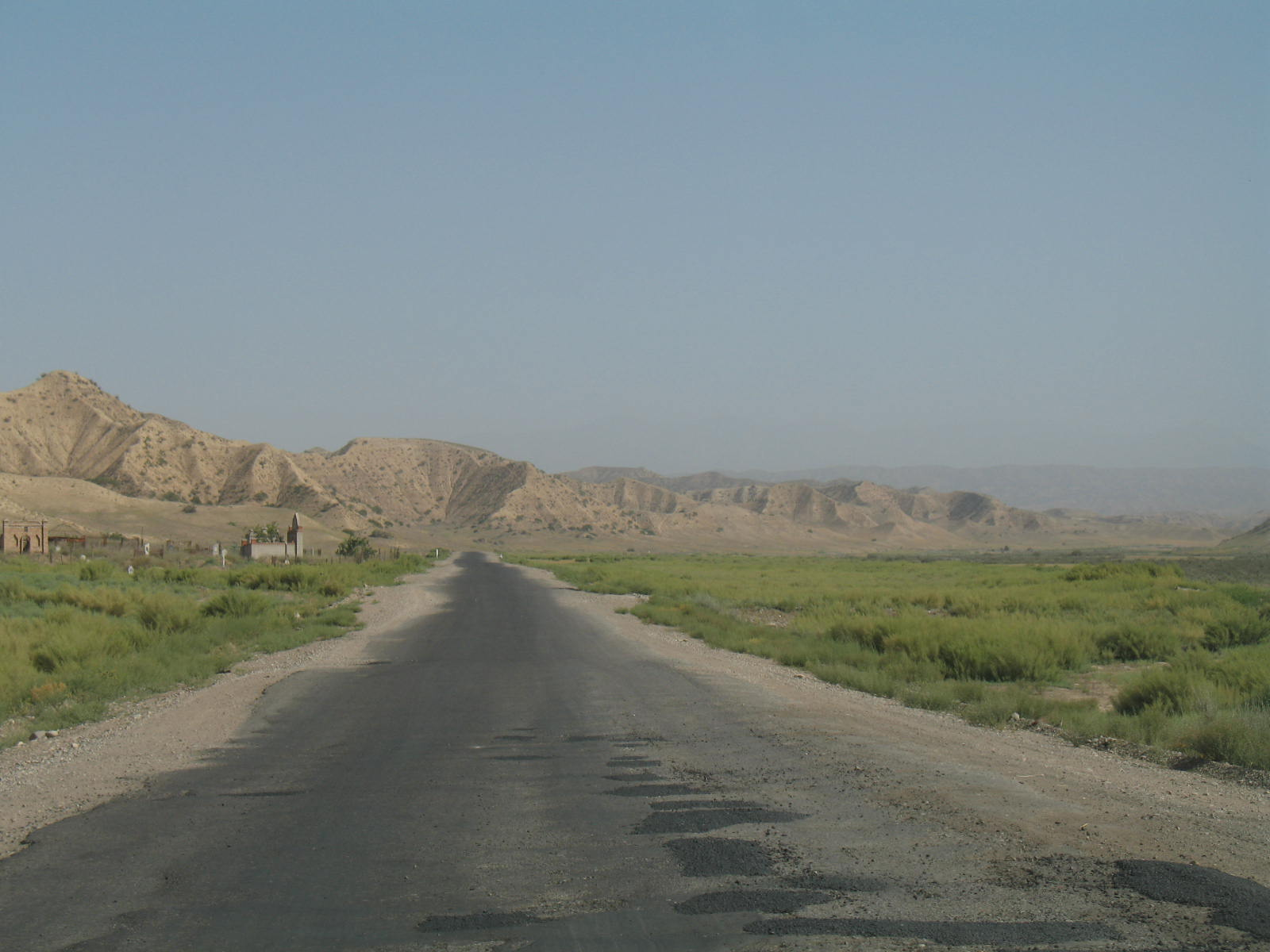
Route dans le sud du district d'Aksy.

et de 68 villages ou hameaux, regroupés en 11 communautés rurales (aiyl okmotu), :
1. Ak-Jol (villages Ak-Jol (centre), Jolborstu, Kara-Tyt, Kechuu, Raykomol, Tegene, Kyzyl-Beyit, Kürp et Razan-Say)
2. Avletim (villages Avletim (centre), Baykashka-Terek, Deres-Say, Jangaktuu-Bulak, It-Agar, Korgon, Mukur, Tegermen-Say et Tovar-Say)
3. Jany-Jol (villages Jangy-Jol (centre, aujourd'hui nommé Malkaldy), Koy-Tash, Tashtak et Ters)
4. Ak-Suu (villages Ak-Suu (centre), Ak-Say et Korgon-Döbö)
5. Kara-Jygach (villages Kara-Jygach (centre), Dardak-Debe, Kara-Oy, Syny, Torkamysh et Charba)
6. Kashka-Suu (villages Kashka-Suu (centre), Jany-Aiyl, Kara-Döbö et Sogot)
7. Mavlyanov (villages Atana (centre), Munduz, Sary-Kashka, Semet, Toruk, Uluk et Chie)
8. Kyzyl-Tuu (villages Kyzyl-Tuu (centre), Arkit, Jylgyn et Jol-Say)
9. Kara-Suu (villages Top-Jangak (centre), Juzumjan, Kara-Suu, Kezart, Kyzyl-Kel, Say-Bulun, Turdyuk, Chaldybar et Chat)
10. Jerge-Tal (villages Jerge-Tal (centre), Bospiek et Kyzyl-Kapchygay)
11. Nazaraliev (villages Kyzyl-Jar (centre), Jyl-Kol, Kum et Naryn)